# Fritz Hilpert
Fritz Hilpert, född 31 maj 1956, är en tysk musiker. Han har varit medlem i bandet Kraftwerk sedan 1989.